# John Jedbo
John Jedbo (født 23. juli 1945 i Neder Hornbæk ved Randers) er en dansk fotograf og forfatter.
Jedbo er opvokset i Holstebro og i Hornslet på Djursland. Han blev student fra Aarhus Katedralskole 1965 og blev mag.art. fra Københavns Universitet 1975 på en konferens om de forskellige befolkningsgruppers brug af naturområderne.
I 1970'erne og 1980'erne gennemvandrede og fotograferede han de fleste egne af Danmark og blev fotograf for Gyldendals serie Danmark i 10 bind, som udkom i 1980'erne. Han bidrog også til København før og nu – og aldrig (Forlaget Palle Fogtdal 1987-93).
1979 fik han sin debut som forfatter med En dag på heden. Fra en vandretur over Alheden (Gyldendal 1979) og siden da har Jedbo skrevet og fotograferet bl.a.: Budapest – en guide (Nyt Nordisk Forlag 1993), Copenhagen. The Heart of The City (Nyt Nordisk Forlag 1999), Frederiksberg – byen og landskabet (Nyt Nordisk Forlag 2001), samt Jyllands-delen i Danmark a-å (Gyldendal Leksikons Forlag 2004).
Jedbo har deltaget i fotoprojektet "Danmark under forvandling" 2008-09 ved Museet for Fotokunst, Brandts Klædefabrik, Odense.